# Mathania aureomaculata
Mathania aureomaculata is een vlindersoort uit de familie van de Pieridae (witjes), onderfamilie Pierinae.
Mathania aureomaculata werd in 1888 beschreven door Paul Dognin.